# Küpfmüllersche Unbestimmtheitsrelation
Die küpfmüllersche Unbestimmtheitsrelation (nach Karl Küpfmüller, der sie 1924 formulierte) oder Unschärferelation der Nachrichtentechnik ist die Aussage der Signaltheorie (Nachrichtentechnik), dass die Zeitdauer oder Einschwingdauer und die Bandbreite eines Signals nicht gleichzeitig beliebig klein werden können. Sie liefert eine auf die Verhältnisse nachrichtentechnischer Systeme angepasste und zur Heisenbergschen Unschärferelation analoge Aussage. Hierbei handelt es sich, wie bei allen Unschärferelationen, um eine direkte Anwendung des Satzes von Plancherel.
Für die Zeitdauer Δt und die Bandbreite Δf eines Signals gilt stets:
{\displaystyle \Delta t\cdot \Delta f\geq k}
wobei k je nach Definition von Bandbreite und Zeitdauer den Wert 1 oder 0,5 annimmt.
Auf der Unbestimmtheitsrelation bezüglich Zeitdauer und Bandbreite basieren zum Beispiel bekannte Grundregeln der Messtechnik:
- Um ein Signal von 100 ns Dauer zu messen, benötigt man ein Oszilloskop mit mehr als 10 MHz Bandbreite.
- Um eine Frequenz von 1 Hz zu bestimmen, muss das Signal mindestens 1 s lang gemessen werden.

## Zeit-Bandbreite-Produkt
Da die Definition einer bestimmten Bandbreite verschiedenen Festlegungen folgt, und auch die Zeitdauer von Signalen nicht eindeutig ist, gibt es mehrere unterschiedliche Festlegungen von Zeit-Bandbreiten-Produkten. Beispielsweise wird bei zeitlich nicht begrenzten Signalen das Produkt über flächengleiche Rechtecke um den Maximalwert des Signals im Ursprung ausgedrückt:
{\displaystyle \Delta t=\left.{\frac {X(\mathrm {j} \omega )}{x(t)}}\right\vert _{\omega =0,t=0}}
mit {\displaystyle X(\mathrm {j} \omega )={\mathcal {F}}\left\{{x\left({t}\right)}\right\}}, der Fouriertransformierten von {\displaystyle x(t)}. Die Bandbreite {\displaystyle \Delta f} wird dazu analog festgelegt zu:
{\displaystyle \Delta f=2\pi \left.{\frac {x(t)}{X(\mathrm {j} \omega )}}\right\vert _{\omega =0,t=0}}
Das Zeit-Bandbreite-Produkt ist bei dieser Festlegung der Zeitdauer und Bandbreite konstant mit dem Wert:
{\displaystyle \Delta t\cdot \Delta f=2\pi }